# Pennella simulii
Pennella simulii är en svampart som beskrevs av M.C. Williams & Lichtw. 1971. Pennella simulii ingår i släktet Pennella och familjen Legeriomycetaceae.   Inga underarter finns listade i Catalogue of Life.